# 東地宏樹
東地 宏樹（とうち ひろき、1966年5月26日 - ）は、日本の声優、俳優。東京都出身。大沢事務所所属。

## 経歴
GLove/ビタミン谷を経て、大沢事務所に所属。

### キャリア

#### 俳優として
当初は役者にも声優にもなる気はなかったが、仲の良かった友人が芝居に対して熱く、その影響で日本大学芸術学部演劇学科演劇コースの入学試験がマークシート式で、国語と英語の2科目だけだったため、「あまり勉強してなかった僕でも受かるんじゃないか」と思い受験する。合格後、演技の経験は無かったが「とにかく大学生活をエンジョイしたい」と同大学に入学。
大学4年生の時に同級生と劇団『クレイジーパワーロマンチスト』を創立。

#### 声優として
当初は舞台俳優としての活動が中心であったが、同じ大学の先輩からCMのナレーションの依頼が来るようになる。声優としてのデビュー当時はナレーションが中心であった。
初めての外画吹き替えは『アンナ・マデリーナ』主演の金城武（金城に声を当てる役者を探していたマネージャーが東地の声を気に入り、オファーを受けたという）。
本格的に声優業に関わり始めたきっかけは『メン・イン・ブラック』の『金曜ロードショー』放送版である。主演のウィル・スミスのオーディションが事務所に来たとき、ウィルのファンだったためにオーディションを受け、合格した。以降、ウィルの吹き替えはほぼ専属（フィックス）で担当しており、『スーサイド・スクワッド』で担当した際には「ウィルの吹き替えでお馴染みの東地」と評された。ウィルと金城のほか、ウェントワース・ミラー（『プリズン・ブレイク』でのマイケル・スコフィールド役〈主演〉の吹き替えなど）、サム・ワーシントン、パク・シニャン、リーヴ・シュレイバー、ルーク・エヴァンズなどを持ち役とする。アニメでの初主演はテレビアニメ『トリニティ・ブラッド』のアベル・ナイトロード役となる。
2025年、第19回声優アワードにて、助演声優賞を受賞。

### 現在まで
2014年9月6日、鳥取県北栄町の北栄町ふるさと大使に委嘱される。
2024年10月、本人に無断で学習・生成される生成AI音声や映像に反対する有志の会『NOMORE 無断生成AI』に参加した。

## 人物・特色
青年から中年までの大人の男性役に声を当てることが多い。ゲームではトライエース作品の大半に参加している（「スターオーシャンシリーズ」のリメイク版においても、唯一声優が変更されなかった。）。
シリーズの世界累計出荷数が1,300万本を越えるヒット作「アンチャーテッドシリーズ」の日本語版では、主人公のネイサン・ドレイクの吹き替えを一貫して担当している。また、「バイオハザードシリーズ」のメインキャラクターの一人クリス・レッドフィールドの吹き替えも一貫して担当している。
レベルファイブ関連作品にも多く出演し、同社の日野晃博から「皆勤賞です」とコメントを受けた。
2012年、ファミ通アワード男性キャラクターボイス賞を受賞した。
父は書家の東地滄厓で、母と姉は書道講師。「役者をやっていなかったら、書道家になっていた」と語っている。
役者仲間で球団Z's（ゼッツ）という草野球チームを作っており、キャプテンを務める。チームは毎年東京芸能人草野球大会に出場しており、チームは第41回大会で初優勝を果たした。球団におけるポジションはセンター1番、背番号は22。この番号は東地が一番好きな数字でもある。座右の銘は「酒の席での約束はまもる」。
資格は普通自動車免許、書道8段。趣味は映画観賞。特技は書道。

### 担当俳優について
ウィル・スミスについて『メン・イン・ブラック』金曜ロードショー放送版で初めて吹き替えた際は「ボロ雑巾のようにボロボロになりました」と回想し、頻繁に再放送が行われる同作を観る度に当時の自身の演技について、周囲からの好評とは裏腹に「下手クソだ」と感じることを明かしており、苦悩していたものの『ワイルド・ワイルド・ウエスト』金曜ロードショー放送版では『メン・イン・ブラック』で演じた経験を活かして、比較的すんなり役に入れたという。
『メン・イン・ブラック2』については再鑑賞時に内海賢治、石田太郎、小川真司といった現在は故人となった共演者を思い出し、「もうご一緒できないと改めて思い、悲しくなってしまいました」と寂しい気持ちもある一方で「でも、皆さんと作品の中で生き続けられるのですもんね」と当時を懐かしむ形で振り返っている。また、現時点では3作目『メン・イン・ブラック3』の吹き替えは担当出来ていないことを残念としつつも「（3作目も）面白いので是非ともご覧ください」としている。
ウィルを演じる上では「どういう動きをするのかは予測出来ているが、合わせるためには1本1本ちゃんと観ないと出来ないところがある」と未だに苦労することもあるとしつつ、ウィルの魅力については「いわゆるギャップ萌えですよね。あんなにギャーギャー言っていても締めるところは締めるっていう。彼にはそういう皆が共感できるところがあると思うんですよ。あとは役者である前にラッパーですから、リズム感がすごくいい。僕はあまりリズム感が良くないので、まくし立てるときとかリズムに乗って言うとこうなるのかなって試してみた上でセリフに戻したりしていました」と分析している。
また、2022年のアカデミー賞授賞式でのトラブルの際には「（ウィルは）拳でなくビンタで我慢していた」「（クリス・ロックは）ジョークって言うけど、それは空気が悪くなった時に言う常套句」であるとしてロックに苦言を呈しつつ、長年担当しているウィルに同情するコメントを残している。トラブルの直後にはブラッドリー・クーパーがウィルを励ます一幕もあり、東地は本年度のアカデミー賞ノミネート作品（『ドリームプラン』と『ナイトメア・アリー』）における両者の吹替を行っていたことからこの出来事について「良いショットであり、個人的に感慨深い」と述べている。

## 出演
太字はメインキャラクター。

### テレビアニメ
1999年
- ∀ガンダム（タルカ）
- HUNTER×HUNTER（第1作）（ジン＝フリークス）

2004年
- ジパング（2004年 - 2005年、草加拓海）
- スクラップド・プリンセス（ルーク・スターム）
- 焼きたて!!ジャぱん（2004年 - 2006年、松代健、ナレーション）

2005年
- 銀牙伝説WEED（銀）
- ツバサ・クロニクル（2005年 - 2006年、星史郎） - 2シリーズ
- トリニティ・ブラッド（アベル・ナイトロード）
- MAJOR 2nd season（北川）

2006年
- D.Gray-man（クロス・マリアン）
- .hack//Roots（オーヴァン）
- NARUTO -ナルト-（ナン）
- パンプキン・シザーズ（副長）

2007年
- 英國戀物語エマ 第二幕（ハンス）
- 怪物王女（キザイア・ボルド）
- 機動戦士ガンダム00（2007年 - 2009年、ラッセ・アイオン、サーシェスの部下） - 2シリーズ
- 月面兎兵器ミーナ（桐生大介）
- 精霊の守り人（王の槍A）
- 天元突破グレンラガン（副官）
- のだめカンタービレ（松田幸久）
- ぼくらの（ココペリ）

2008年
- 今日からマ王!（2008年 - 2009年、ベリエス）
- 黒執事（2008年 - 2025年、バルドロイ） - 5シリーズ
- ゴルゴ13（ジェイク・クエード）
- 逮捕しちゃうぞ フルスロットル（レッドファントム）
- To LOVEる -とらぶる-（カーター）
- ネットゴーストPIPOPA（相沢譲）
- 北斗の拳 ラオウ外伝 天の覇王（トキ）
- ヤッターマン（第2作）（金平）

2009年
- 黒神 The Animation（ヘッド）
- NEEDLESS（アダム・アークライト）

2010年
- イナズマイレブン（2010年 - 2012年、久遠道也、郷院猛、ゴルド・ディアス） - 2シリーズ
- Angel Beats!（チャー）
- 心霊探偵 八雲（後藤和利）
- HEROMAN（ヒューズ）

2011年
- 機動戦士ガンダムAGE（2011年 - 2012年、グルーデック・エイノア）
- ダンボール戦機（2011年 - 2013年、檜山蓮 / レックス、Dr.マミー） - 2シリーズ
- とある魔術の禁書目録 シリーズ（2011年 - 2019年、後方のアックア） - 2シリーズ
- FAIRY TAIL（2011年 - 2025年、パンサー・リリー、ビビー） - 4シリーズ
- BLEACH（銀城空吾）
- ブレイド（ルシウス・アイザック）

2012年
- アクエリオンEVOL（アポロン）
- 頭文字D Fifth Stage（大宮智史）
- 宇宙兄弟（バディ・ウォーターズ）
- クロスファイト ビーダマン（2012年 - 2013年、ドラゴルド） - 2シリーズ
- CØDE:BREAKER（高田署長）
- 新世界より（杉浦敬）
- ちはやふる（2012年 - 2020年、周防久志） - 3シリーズ
- テルマエ・ロマエ（マルクス）
- 夏目友人帳 肆（不月）
- 忍たま乱太郎（2012年 - 2022年、山田伝蔵（回想））
- LUPIN the Third -峰不二子という女-（フィラデル・ケスト）

2013年
- 義風堂々!! 兼続と慶次（服部半蔵）
- 銀河機攻隊 マジェスティックプリンス（シモン・ガトゥ）
- ダイヤのA（2013年 - 2020年、片岡鉄心） - 3シリーズ
- ふたりはミルキィホームズ（アリスの父）
- 団地ともお（カラス・オレ、キャスト紹介で表記）
- ポケットモンスター ベストウイッシュ シーズン2 エピソードN（アクロマ）
- まおゆう魔王勇者（白夜王）
- メガネブ!（朝比奈鉄）

2014年
- ウィザード・バリスターズ 弁魔士セシル（蜂谷ミツヒサ）
- 極黒のブリュンヒルデ（九千怜）
- PSYCHO-PASS サイコパス シリーズ（2014年 - 2019年、須郷徹平） - 2シリーズ
- ハナヤマタ（多美パパ）
- 棺姫のチャイカ（グラート・ランシア）
- 魔弾の王と戦姫（ロラン）
- 遊☆戯☆王ARC-V（2014年 - 2017年、榊遊勝）

2015年
- 青春×機関銃（亀梨総司）
- ご注文はうさぎですか? シリーズ（2015年 - 2020年、リゼの父） - 2シリーズ
- ヤング ブラック・ジャック（立入灯郎）
- ローリング☆ガールズ（森友友守）

2016年
- アイカツスターズ!（西太陽）
- あおおに〜じ・あにめぇしょん〜（2016年 - 2017年、なれぇしょん）
- エンドライド（グラディド）
- 装神少女まとい（皇伸吾）
- 91Days（デルフィ）
- Bloodivores（ミ・テンジュウ）
- マギ シンドバッドの冒険（バアル）
- Rewrite（江坂宗源）

2017年
- 3月のライオン（2017年 - 2018年、後藤正宗） - 2シリーズ
- 最遊記RELOAD BLAST（西海竜王・敖潤）
- おそ松さん（マイコマツ）

2018年
- オーバーロード シリーズ（ザリュース・シャシャ） - 2シリーズ
- 博多豚骨ラーメンズ（宗方）
- Fate/EXTRA Last Encore（トワイス・H・ピースマン）
- 七つの大罪 シリーズ（2018年 - 2021年、エスタロッサ、マエル） - 3シリーズ
- イナズマイレブン アレスの天秤（2018年 - 2019年、久遠道也） - 2シリーズ
- 覇穹 封神演義（太公望の父）
- 銀河英雄伝説 Die Neue These 邂逅（アンスバッハ）
- 斉木楠雄のΨ難（才虎の父〈2代目〉）
- ロード オブ ヴァーミリオン 紅蓮の王（柿原一心）
- 軒轅剣 蒼き曜（檀越之）
- ゴールデンカムイ（2018年 - 2023年、アシㇼパの父 / ウイルク） - 3シリーズ
- 宇宙戦艦ティラミスII（井上一樹 選手）

2019年
- 名探偵コナン（2019年 - 2024年、桐山栄作、伊達航〈2代目〉）
- えんどろ〜!（ソードマスター）
- Fairy gone フェアリーゴーン（ジェット・グレイブ）
- BEM（ヴァル）
- ソードアート・オンライン アリシゼーション War of Underworld（2019年 - 2020年、シャスター） - 2シリーズ
- GO!GO!アトム

2020年
- プランダラ（アレク / アラン、爆撃面）
- アルテ（レオの親方）
- ジビエート（真田兼六）
- 池袋ウエストゲートパーク（吉松）

2021年
- スケートリーディング☆スターズ（三浦）
- 2.43 清陰高校男子バレー部（畑監督）
- セスタス -The Roman Fighter-（デミトリアス）
- ドラゴンクエスト ダイの大冒険 (2020)（2021年 - 2022年、ロン・ベルク）
- 月とライカと吸血姫（ナレーション）
- サクガン（ガガンバー）
- 名探偵コナン 警察学校編 Wild Police Story（2021年 - 2023年、伊達航）
- かぎなど（2021年 - 2022年、江坂宗源、チャー） - 2シリーズ
- ぐんまちゃん（トムシサク）

2022年
- ハコヅメ〜交番女子の逆襲〜（宮原）
- 群青のファンファーレ（野平和雄）
- 名探偵コナン 本庁の刑事恋物語〜結婚前夜〜（伊達航）
- ちいかわ（2022年 - 2025年、労働の鎧さん）
- 永久少年 Eternal Boys（2022年 - 2023年、ニコライ朝倉）
- ブルーロック（2022年 - 2024年、玲王の父） - 2シリーズ
- BLEACH 千年血戦篇（銀城空吾）
- 農民関連のスキルばっか上げてたら何故か強くなった。（魔王）
- 虫かぶり姫（国王）

2023年
- BORUTO-ボルト- NARUTO NEXT GENERATIONS（ザンスール）
- とんでもスキルで異世界放浪メシ（ヴェルナー）
- 勇者が死んだ!（フィエリ・ユニス）
- 七つの魔剣が支配する（ダリウス＝グレンヴィル）
- ポケットモンスター（カブ）
- 葬送のフリーレン（2023年 - 2024年、ハイター）
- 鴨乃橋ロンの禁断推理（副校長）
- ラグナクリムゾン（バルト・ロワン / ゴーレム）

2024年
- 俺だけレベルアップな件（2024年 - 2025年、白川大虎） - 2シリーズ
- 戦国妖狐（雷堂斬蔵） - 2シリーズ
- オーイ!とんぼ（2024年 - 2025年、五十嵐） - 2シリーズ
- 転生貴族、鑑定スキルで成り上がる（レイヴン・ローベント、ナレーション） - 2シリーズ
- バーテンダー 神のグラス（北方）
- 逃げ上手の若君（瘴奸）
- 時々ボソッとロシア語でデレる隣のアーリャさん（周防巌清）
- メカウデ（エルジス、ツキヒト）
- トリリオンゲーム（2024年 - 2025年、祁答院一輝）

2025年
- 魔神創造伝ワタル（厚目ニク）
- ボールパークでつかまえて!（コジロー）
- 真・侍伝 YAIBA（ナレーション）
- アポカリプスホテル（ドアマンロボ）
- 完璧すぎて可愛げがないと婚約破棄された聖女は隣国に売られる（アスモデウス）
- 俺は星間国家の悪徳領主!（祖父）
- SANDA（サンタクロース）

2026年
- 異世界の沙汰は社畜次第（カミル）

### 劇場アニメ
2006年
- トップをねらえ!&トップをねらえ2!合体劇場版!!（ニーゴ主席参謀）

2007年
- 劇場版 空の境界 第二章 殺人考察（秋巳大輔）
- .hack//G.U. TRILOGY（オーヴァン）

2010年
- 劇場版 機動戦士ガンダム00 -A wakening of the Trailblazer-（ラッセ・アイオン）
- マルドゥック・スクランブル 圧縮（ドクター・イースター）

2011年
- 劇場版イナズマイレブンGO 究極の絆 グリフォン（久遠道也）
- マルドゥック・スクランブル 燃焼（ドクター・イースター）

2012年
- マジック・ツリーハウス（騎士隊長）
- マルドゥック・スクランブル 排気（ドクター・イースター）
- 名探偵コナン 11人目のストライカー（中岡一雅）

2013年
- 劇場版 空の境界 未来福音（秋巳大輔）

2014年
- 宇宙戦艦ヤマト2199 星巡る方舟（斉藤始）
- サンタ・カンパニー（ニコラ・ホワイト）

2015年
- アップルシード アルファ（タロス）
- 劇場版 PSYCHO-PASS サイコパス（須郷徹平）
- サイボーグ009VSデビルマン（アルベルト・ハインリヒ）

2016年
- 劇場版マジェスティックプリンス 覚醒の遺伝子（シモン・ガトゥ）

2017年
- 劇場版 黒執事 Book of the Atlantic（バルドロイ）
- 青鬼 THE ANIMATION（藤本薫）
- 宇宙戦艦ヤマト2202 愛の戦士たち（斉藤始）
- 劇場版 FAIRY TAIL -DRAGON CRY-（パンサー・リリー）

2019年
- PSYCHO-PASS サイコパス Sinners of the System（須郷徹平） - 2作品
- BLACKFOX（ブレッド）

2020年
- PSYCHO-PASS サイコパス 3 FIRST INSPECTOR（須郷徹平）
- 人体のサバイバル！（ナレーション）

2021年
- 劇場版 七つの大罪 光に呪われし者たち（マエル）

2022年
- 名探偵コナン ハロウィンの花嫁（伊達航）

2023年
- BLUE GIANT（平）
- 劇場版 PSYCHO-PASS サイコパス PROVIDENCE（須郷徹平）
- 永久少年 Eternal Boys NEXT STAGE（ニコライ朝倉）

2024年
- 劇場版ブルーロック -EPISODE 凪-（玲王父）
- トラペジウム（遠藤晃志郎）

### OVA
2003年
- HUNTER×HUNTER GREED ISLAND（ジン＝フリークス）

2004年
- HUNTER×HUNTER G・I Final（ジン＝フリークス）
- 炎の蜃気楼〜みなぎわの反逆者〜（下間頼康）

2005年
- トップをねらえ2!（ニーゴ主席参謀）

2007年
- 今日からマ王! R（ベリエス）

2008年
- 機動戦士ガンダム MS IGLOO 2 重力戦線（ミケーレ・コレマッタ少佐）
- COBRA THE ANIMATION（クリスタル・ボーイ）
- switch（威武雅実）
- .hack//G.U. TRILOGY（オーヴァン）

2009年
- ツバサ 春雷記（星史郎）
- OAD のだめカンタービレ Lesson79（松田幸久）

2010年
- 機動戦士ガンダムUC（ダグザ・マックール）

2011年
- 最遊記外伝（西海竜王敖潤）
- SUPERNATURAL: THE ANIMATION（ディーン・ウィンチェスター）
- Fate/Prototype（綾香の父）

2014年
- アベンジャーズ コンフィデンシャル: ブラック・ウィドウ & パニッシャー（エリアス・スター）
- マギ シンドバッドの冒険（バアル）※単行本第4巻OVA付き特別版

2015年
- 黒執事 Book of Murder（バルドロイ）
- ダイヤのA 倉持洋一スペシャル番外編-OutRun（片岡鉄心）※原作第45巻限定版
- マギ シンドバッドの冒険（バアル）※単行本第7巻OVA付き特別版

2017年
- ご注文はうさぎですか??シリーズ（リゼの父） - 2作品
- 立山砂防・土砂との闘い〜世界に誇る防災遺産〜

### Webアニメ
2010年代
- ポケモンジェネレーションズ（2017年、フラダリ）
- いたずら魔女と眠らない街（2017年、木戸義輝）
- B: The Beginning（2018年 - 2021年、エリック・トガ） - 2シリーズ
- 科学漫画サバイバルシリーズ スペシャル動画（2019年、ナレーション）

2020年代
- ヴァンパイア・イン・ザ・ガーデン （2022年、クボ）
- サイバーパンク エッジランナーズ（2022年、メイン）
- LUPIN ZERO（2023年、ガウチョ）
- ルパン三世VSキャッツ・アイ（2023年、デニス）
- MONSTERS 一百三情飛龍侍極（2024年、シラノ）

### ゲーム
1996年
- スターオーシャン（シウス・ウォーレン）

1997年
- クーロンズゲート（霊師）

1998年
- スターオーシャン セカンドストーリー（エルネスト・レヴィード、ミカエル）

1999年
- ヴァルキリープロファイル（アリューゼ）

2003年
- スターオーシャン Till the End of Time（クリフ・フィッター）

2004年
- スターオーシャン Till the End of Time ディレクターズカット（クリフ・フィッター）

2006年
- .hack//G.U.（2006年 - 2017年、オーヴァン） - 4作品
- ヴァルキリープロファイル レナス（アリューゼ）
- ヴァルキリープロファイル2 シルメリア（アリューゼ）
- ワイルドアームズ ザ フィフスヴァンガード（ヴォルスング）

2007年
- アサシン クリード（デズモンド・マイルズ）
- ASH -ARCHAIC SEALED HEAT-（ブラックマジック）
- アンチャーテッド エル・ドラドの秘宝（ネイサン・ドレイク）
- スターオーシャン1 First Departure（シウス・ウォーレン）
- Wonderland ONLINE（フリード）

2008年
- アローン・イン・ザ・ダーク（エドワード・カーンビー）
- スターオーシャン2 Second Evolution（エルネスト・レヴィード、ミカエル）
- ヴァルキリープロファイル 咎を背負う者（潮、アリューゼ）

2009年
- アサシン クリード II（デズモンド・マイルズ）
- アンチャーテッド 黄金刀と消えた船団（ネイサン・ドレイク）
- 頭文字D ARCADE STAGE 5（大宮智史）
- SDガンダム GGENERATION（2009年 - 2025年、ボルク・クライ、ユーグ・クーロ、ダグザ・マックール、ラッセ・アイオン、グルーデック・エイノア、マイキャラクターボイス男性11〈CROSSRAYS〉） - 7作品
- 機動戦士ガンダム戦記（ユーグ・クーロ）
- スターオーシャン4 -THE LAST HOPE-（エイルマット / エイルマット・P・タナトス）
- 戦国無双3（立花宗茂）
- テイルズ オブ グレイセス（マリク・シザース）
- 鋼の錬金術師 FULLMETAL ALCHEMIST 暁の王子（クラウディオ・リコ・アエルゴ）
- 鋼の錬金術師 FULLMETAL ALCHEMIST 黄昏の少女（クラウディオ・オルファノ・フィオーリ）
- ファイナルファンタジーXIII（ヤーグ・ロッシュ）
- 北斗の拳 ラオウ外伝 天の覇王（トキ）

2010年
- アサシン クリード ブラザーフッド（デズモンド・マイルズ）
- 維新恋華 龍馬外伝（武市半平太）
- イナズマイレブン3 世界への挑戦!!（久遠道也）
- Operation Flashpoint: Dragon Rising
- コール オブ デューティ ブラックオプス（ディミトリ・ペトレンコ）
- スターオーシャン4 -THE LAST HOPE- INTERNATIONAL（エイルマット / エイルマット・P・タナトス）
- テイルズ オブ グレイセス エフ（マリク・シザース）
- .hack//Link（オーヴァン）
- Fate/EXTRA（トワイス・H・ピースマン）
- HOSPITAL. 6人の医師（ネイヴル）

2011年
- アサシン クリード リベレーション（デズモンド・マイルズ）
- アンチャーテッド 砂漠に眠るアトランティス（ネイサン・ドレイク）
- アンチャーテッド 地図なき冒険の始まり（ネイサン・ドレイク）
- イナズマイレブンGO シャイン/ダーク（久遠道也）
- イナズマイレブン ストライカーズ（2011年 - 2012年、久遠道也、郷院猛） - 3作品
- 戦国無双3 猛将伝（立花宗茂）
- 戦国無双3 Z（立花宗茂）
- 戦国無双3 Empires（立花宗茂）
- 戦国無双 Chronicle（立花宗茂）
- 第2次スーパーロボット大戦Z 破界篇 / 再世篇（ラッセ・アイオン）
- ダンボール戦機（檜山蓮 / レックス）
- とある魔術の禁書目録（後方のアックア）
- DUNAMIS15（高槻東吾、謎の男）
- パンドラの塔 君のもとへ帰るまで（夫 / ナレーション）
- ファイナルファンタジー零式（シュユ・ヴォーグフォウ・ビョウト）
- MARVEL VS. CAPCOM 3 Fate of Two Worlds（クリス・レッドフィールド）
- 無双OROCHI 2（立花宗茂）
- Rewrite（江坂宗源）

2012年
- アサシン クリード III（デズモンド・マイルズ）
- 戦国無双 Chronicle 2nd（立花宗茂）
- タイムトラベラーズ（スケルトン / 甲斐駿介）
- DEAD OR ALIVE 5（リグ）
- .hack//Versus（オーヴァン）
- 那由多の軌跡（オルバス・アルハゼン）
- バイオハザード リベレーションズ（クリス・レッドフィールド）
- ブレイブリーデフォルト フライングフェアリー（レスター卿）
- PROJECT X ZONE（クリス・レッドフィールド）
- FAIRY TAIL ゼレフ覚醒（パンサー・リリー）
- マックス アナーキー（レオンハルト・ヴィクトリオン）
- 龍が如く5 夢、叶えし者（森永悠）
- ロリポップチェーンソー（ルイス）

2013年
- アサシン クリード IV ブラック フラッグ（デズモンド・マイルズ）
- スーパーロボット大戦UX（ラッセ・アイオン、アクセル・ヒューズ）
- DEAD OR ALIVE 5 ULTIMATE（リグ）
- バイオハザード リベレーションズ アンベールド エディション（クリス・レッドフィールド）
- バイオハザード6 Special Package（クリス・レッドフィールド）
- プレイステーション オールスター・バトルロイヤル（ネイサン・ドレイク）
- ブレイブリーデフォルト フォーザ・シークウェル（レスター卿）
- LORD of VERMILION III（バルド）

2014年
- 戦国無双4（立花宗茂）
- スーパーロボット大戦OGサーガ 魔装機神F COFFIN OF THE END（ライオネル・ニールセン）
- 第3次スーパーロボット大戦Z 時獄篇 / 天獄篇（ラッセ・アイオン、ダグザ・マックール）
- NAtURAL DOCtRINE（インゴベルト）
- バイオハザード HDリマスター（クリス・レッドフィールド）
- 龍が如く 維新!（松原忠司）

2015年
- Angel Beats! -1st beat-（チャー）
- ザクセスヘブン リベリオン（政宗桜二）
- スーパーロボット大戦BX（ラッセ・アイオン）
- 戦国無双4-II（立花宗茂）
- ソウル・オブ・セブンス（ロッソ大佐）
- DEAD OR ALIVE 5 LAST ROUND（リグ）
- ファイナルファンタジー 零式 HD（シュユ・ヴォーグフォウ・ビョウト）
- PROJECT X ZONE 2:BRAVE NEW WORLD（クリス・レッドフィールド）

2016年
- アンチャーテッド 海賊王と最後の秘宝（ネイサン・ドレイク）
- VALKYRIE ANATOMIA-THE ORIGIN-（アリューゼ）
- フィリスのアトリエ 〜不思議な旅の錬金術士〜（カルド・ラオ）
- ファイナルファンタジーXV（コル・リオニス）
- スターオーシャン:アナムネシス（シウス・ウォーレン、ミカエル、クリフ・フィッター、アリューゼ、エイルマット・P・タナトス、エルネスト・レヴィード）
- League_of_Legends（ガレン）

2017年
- スーパーロボット大戦V（ラッセ・アイオン、ダグザ・マックール）
- スターオーシャン4 -THE LAST HOPE- 4K & Full HD Remaster（エイルマット / エイルマット・P・タナトス）
- Shadowverse（ディアボロス・プセマ、ゴッドバレットゴーレム）
- バイオハザード7 レジデント イービル（クリス・レッドフィールド）

2018年
- 電脳戦機バーチャロン×とある魔術の禁書目録 とある魔術の電脳戦機（後方のアックア）
- CARAVAN STORIES（キール・デーン）
- 北斗が如く（サウザー）
- 戦場のヴァルキュリア4（クラウス・ヴォルツ）
- 名探偵ピカチュウ（ロジャー・クリフォード）
- デトロイト ビカム ヒューマン（ギャビン・リード）

2019年
- DEAD OR ALIVE 6（リグ）
- スーパードラゴンボールヒーローズ ワールドミッション（シーラス / シーラス（融合体））
- テイルズ オブ ザ レイズ（マリク・シザース）
- デモンエクスマキナ（デヴァ）
- スターオーシャン1 First Departure R（シウス・ウォーレン）

2020年
- とある魔術の禁書目録 幻想収束（後方のアックア）
- 東京放課後サモナーズ（キムンカムイ、クルースニク）
- ドラゴンクエスト ライバルズ（オルテガ）

2021年
- 北斗の拳 LEGENDS ReVIVE（霊王 芒狂雲）
- 妖怪ウォッチ ぷにぷに（エスタロッサ）
- ブレイブリーデフォルトII（ゴアメル）
- バイオハザード ヴィレッジ（クリス・レッドフィールド）
- グランブルーファンタジー（2021年 - 2023年、フェルディナンド）
- セブンナイツ2（テオン）

2022年
- 地球防衛軍6（プロフェッサー）
- スターオーシャン6 THE DIVINE FORCE（ミダス・フレグリード）
- シロナガス島への帰還（ジェイコブ・ラトランド）
- タクティクスオウガ リボーン（ハボリム・ヴァンダム）

2023年
- 龍が如く 維新! 極（松原忠司）
- インフィニティ ストラッシュ ドラゴンクエスト ダイの大冒険（ロン・ベルク）
- STAR OCEAN THE SECOND STORY R（エルネスト・レヴィード、ミカエル）
- 龍が如く7外伝 名を消した男（花輪喜平）

2024年
- 龍が如く8（花輪喜平）
- モンスターストライク（ハイター）
- 百英雄伝 (バルナール）
- 聖剣伝説 VISIONS of MANA（ディロフォロス）
- ドラゴンクエストIII そして伝説へ…（HD-2D版）（オルテガ）

### ドラマCD
1999年
- スターオーシャン セカンドストーリー2（ミカエル、メタトロン）

2003年
- スターオーシャン Till the End of Time Vol.1 新しき風の凱歌（クリフ・フィッター）

2007年
- varnish〜キレイのサプリ〜（加賀毅）

2008年
- セイント・ビースト ドラマCD エンジェルクロニクルズ1 覚醒〜めざめ〜（ロンギヌス〈海賊カミュ〉）

2009年
- NHKアニメーション「心霊探偵 八雲」ドラマCD「死者からの伝言」（後藤和利）
- BASARA〜謀略の城〜（織田信長）

2010年
- キューティクル探偵因幡（荻野邦治）
- 真・女神転生 STRANGE JOURNEY（ヒメネス）
- “文学少女”と飢え渇く幽霊 【前篇】・【後篇】（黒崎保）

2011年
- スイス時計の謎（鮫山警部補）
- まおゆう魔王勇者（白夜王）

2013年
- Sound Drama Fate/EXTRA 第一 - 四章（トワイス・H・ピースマン、ナレーション）

2017年
- Fate/Prototype 蒼銀のフラグメンツ Drama CD（沙条広樹）

2021年
- DIG-ROCK シリーズ（日暮環）
  - DIG-ROCK -BREAK TIME in NY- Type：IC
  - DIG-ROCK -BREAK TIME in NY- Type：RL

2024年
- 鬼の陰陽師（2024年、焔） - クラウドファンディング返礼品

### 吹き替え

#### 担当俳優
アントニオ・バンデラス
- エクスペンダブルズ3 ワールドミッション（ガルゴ）
- オートマタ（ジャック・ヴォーカン）
- クーダ 殺し屋の流儀（クーダ）
- コードネーム:バンシー（ケイレブ）
- ザ・エッグ 〜ロマノフの秘宝を狙え〜（ガブリエル・マーティン）
- ザ☆ビッグバン!!（ネッド・クルス）
- ジャッジアイズ 復讐捜査線（ミケル・タリーニ）
- ベンジェンス -復讐の自省録-（フランク・ヴァレラ）※Netflix版
- ポワゾン（ルイス・バーガス）※テレビ東京版

ウィル・スミス
- アイ,ロボット（デル・スプーナー）※フジテレビ版
- アフター・アース（サイファ・レイジ）
- ウェルカム・トゥ・アース あなたの知らない地球（本人）
- 宇宙の奇石（本人）※ナショナルジオグラフィック版（ボイスオーバー）
- 最後の恋のはじめ方（アレックス・ヒッチ）
- 幸せのちから（クリス・ガードナー）※日本テレビ版
- 自由への道（ピーター）
- スーサイド・スクワッド（フロイド・ロートン / デッドショット）
- 素晴らしきかな、人生（ハワード）
- ドリームプラン（リチャード・ウィリアムズ）
- バッドボーイズ2バッド（マイク・ラーリー）※テレビ朝日版
- ブライト（ダリル・ウォード）
- メン・イン・ブラックシリーズ（エージェントJ）
  - メン・イン・ブラック ※日本テレビ版（吹替洋画劇場BD収録）
  - メン・イン・ブラック2 ※テレビ朝日版（吹替洋画劇場BD収録）

- ワイルド・ワイルド・ウエスト（ジム・ウエスト）※日本テレビ版

ウェントワース・ミラー
- アローバース（レナード・スナート / キャプテン・コールド）
  - THE FLASH/フラッシュ
  - レジェンド・オブ・トゥモロー

- Dr.HOUSE シーズン8 #3（ベンジャミン・バード）
- パーフェクト・ルーム（ルーク・シーコード）
- バイオハザードIV アフターライフ（クリス・レッドフィールド）※劇場公開版（ソフト収録）、テレビ朝日版（デラックスエディションBlu-ray収録）
- プリズン・ブレイク（マイケル・スコフィールド）

ガイ・ピアース
- タイムマシン（アレクサンダー・ハーデゲン）※テレビ朝日版
- ハート・ロッカー（マット・トンプソン軍曹）
- ロックアウト（マリオン・スノー）

金城武
- アンナ・マデリーナ（チャン・ガーフ）
- ウォーロード/男たちの誓い（チャン・ウーヤン）
- 恋するシェフの最強レシピ（ルー・ジン）
- 世界の涯てに（ナーハオチュン）※アミューズ版、クロックワークス版
- 捜査官X（シュウ・バイジュウ）
- LOVERS（ジン）※ソフト版
- レッドクリフ（諸葛孔明）

クリスチャン・ベール
- バットマン ビギンズ（ブルース・ウェイン / バットマン）※日本テレビ版
- パブリック・エネミーズ（メルヴィン・パーヴィス捜査官）
- ファーナス/訣別の朝（ラッセル・ベイズ）
- プレステージ（アルフレッド・ボーデン）

サム・ワーシントン
- アバターシリーズ（ジェイク・サリー）
  - アバター
  - アバター:ウェイ・オブ・ウォーター

- 崖っぷちの男（ニック・キャシディ）
- ザ・ボディガード（ルーカス）
- シミュラント 反乱者たち（ケスラー）
- ターミネーター4（マーカス・ライト）
- タイタン（リック・ジャンセン）
- ドリフト 神がサーフする場所（JB）
- ハクソー・リッジ（グローヴァー大尉）
- FIRES〜オーストラリアの黒い夏〜 #4（グレン）
- ペイド・バック（デビッド・ペレツ）
- Lift/リフト（ハクスリー）

ジェームズ・ピュアフォイ
- ザ・フォロイング（ジョー・キャロル）
- The Wine Show -極上のワインに魅せられて- シーズン2（本人）※ボイスオーバー
- ハップとレナード〜危険な2人〜（ハップ・コリンズ）

ジェレミー・レナー
- マーベル・シネマティック・ユニバース（クリント・バートン / ホークアイ）
  - ブラック・ウィドウ
  - ホークアイ
  - ホワット・イフ...?

- メイヤー・オブ・キングスタウン（マイク・マクラスキー）

ジェンセン・アクレス
- ブラッディ・バレンタイン3D（トム・ハニガー）
- スーパーナチュラル（ディーン・ウィンチェスター）
  - ウィンチェスターズ

- ザ・ボーイズ シーズン3（ソルジャー・ボーイ）

ジョン・ハム
- ベイビー・ドライバー（バディ）
- フレンズ&ネイバーズ（アンドリュー・クープ）
- ミリオンダラー・アーム（JB・バーンスタイン）
- ルーシー・イン・ザ・スカイ（マーク・グッドウィン）

チャン・ドンゴン
- 紳士の品格（キム・ドジン）
- タイフーン/TYPHOON（シン）※テレビ版
- PROMISE（クンルン）※テレビ朝日版

パク・シニャン
- インディアン・サマー（ソ・ジュナ）
- キリマンジャロ（ヘシク / ヘチョル）
- 達磨よ、遊ぼう!（ジェギュ）
- パリの恋人（ハン・ギジュ）
- ビッグ・スウィンドル!（チェ・チャンヒョク / チョンホ）
- まぶしい日に（ジョンテ）
- 4人の食卓（カン・ジョンウォン）

ヒュー・ジャックマン
- タロットカード殺人事件（ピーター・ライモン）
- ニューヨークの恋人（レオポルド）※日本テレビ版
- プリズナーズ（ケラー・ドーヴァー）※ソフト版
- ムービー43（デーヴィス）

ブラッド・ピット
- マネーボール（ビリー・ビーン）
- メガマインド（メトロマン）
- レジェンド・オブ・フォール/果てしなき想い（トリスタン・ラドロー）※新DVD・BD版

リーヴ・シュレイバー
- オーメン（ロバート・ソーン）
- ソルト（テッド・ウィンター捜査官）
- 大統領の執事の涙（リンドン・ジョンソン）※BSジャパン版
- フィフス・ウェイブ（ヴォーシュ大佐）
- ミッシング・ポイント（ボビー・リンカーン）
- レイ・ドノヴァン ザ・フィクサー（レイ・ドノヴァン）
- レポゼッション・メン（フランク）

リチャード・アーミティッジ
- ホビット三部作（トーリン・オーケンシールド）
  - ホビット 思いがけない冒険
  - ホビット 竜に奪われた王国
  - ホビット 決戦のゆくえ

- レッド・アイ/陰謀のフライト（マシュー・ノーラン）

ルーク・エヴァンズ
- インモータルズ -神々の戦い-（ゼウス）
- エイリアニスト（ジョン・ムーア）
- ガール・オン・ザ・トレイン（スコット・ヒプウェル）
- ドラキュラZERO（ヴラド・ドラキュラ）
- マーダー・ミステリー（チャールズ・キャヴェンディッシュ）
- ワイルド・スピードシリーズ（オーウェン・ショウ）
  - ワイルド・スピード EURO MISSION
  - ワイルド・スピード ICE BREAK

#### 映画（吹き替え）
- ARGYLLE/アーガイル（エイダン・ワイルド〈サム・ロックウェル〉[191]）
- アイアンマン（J.A.R.V.I.S.〈ポール・ベタニー〉）※テレビ朝日版
- アイアンマン2（J.A.R.V.I.S.〈ポール・ベタニー〉）※テレビ朝日版
- アイガー北壁（トニー・クルツ〈ベンノ・フユルマン〉[192]）※BSテレ東版
- アイ・フランケンシュタイン（アダム・フランケンシュタイン〈アーロン・エッカート〉）
- 悪の法則（カウンセラー〈マイケル・ファスベンダー〉）
- アジョシ（チャ・テシク〈ウォンビン〉）
- 明日に向って撃て!（サンダンス・キッド〈ロバート・レッドフォード〉）※スター・チャンネル版
- アポカリプト（ミドル・アイ〈ヘラルド・タラセーナ〉）
- アメリカン・ドリームズ（ウィリアム・ウィリアムズ〈クリス・クライン〉）
- アルビン2 シマリス3兄弟 vs. 3姉妹（トビー〈ザッカリー・リーヴァイ〉）
- アルマゲドン2012 マーキュリー・クライシス（ジェームズ〈カーク・アセヴェド〉）
- アンチャーテッド[193]
- unknown/アンノウン（ジーン・ジャケット〈ジム・カヴィーゼル〉）
- イノセント・ガーデン（チャーリー〈マシュー・グッド〉）
- インサイド・マン（ビル・ミッチェル〈キウェテル・イジョフォー〉）
- 陰謀の代償 N.Y.コンフィデンシャル（ジョナサン・ホワイト〈チャニング・テイタム〉）
- ウルトラ I LOVE YOU!（スティーブ・ミュラー〈ブラッドリー・クーパー〉）
- ウルトラヴァイオレット（ナーヴァ〈セバスチャン・アンドリュー〉）
- エージェント・マロリー（ポール〈マイケル・ファスベンダー〉）
- 映画は映画だ（イ・カンペ〈ソ・ジソブ〉）
- エニイ・ギブン・サンデー（ウィリー・ビーメン〈ジェイミー・フォックス〉）※日本テレビ版
- NYPD15分署（ダニー・ウォレス〈マーク・ウォールバーグ〉）※テレビ朝日版
- 女帝 ［エンペラー］（ウールアン）
- オーシャンズ13（フランソワ・トゥルアー〈ヴァンサン・カッセル〉）※フジテレビ版
- オープン・ウォーター2（ダン〈エリック・デイン〉）
- オクテな僕のラブ・レッスン（ハロルド・ホワイト〈エリック・メビウス〉）
- 壊滅暴風圏/カテゴリー6（ミッチ・ベンソン〈トーマス・ギブソン〉）※DVD版
- カサノバ（ジャコモ・カサノバ〈ヒース・レジャー〉）
- カサブランカ（リック・ブレイン〈ハンフリー・ボガート〉）※スター・チャンネル版
- カンバセーションズ（男〈アーロン・エッカート〉）
- 紀元前1万年（デレー〈スティーヴン・ストレイト〉）※劇場公開版
- キリングゲーム（エミール・コヴァチ〈ジョン・トラボルタ〉）
- キング・アーサー（アーサー〈クライヴ・オーウェン〉）
- グッド・バッド・ウィアード（パク・トウォン〈チョン・ウソン〉）
- クライング・フィスト 泣拳（ウァンテ〈イム・ウォニ〉）
- クレイマー、クレイマー（テッド・クレイマー〈ダスティン・ホフマン〉）※BD版
- ゴー・ファースト 潜入捜査官（マレク・ベルガジ刑事〈ロシュディ・ゼム〉）
- 恋のスラムダンク（スコット〈コモン〉）
- 荒野の七人（オライリー〈チャールズ・ブロンソン〉）※スター・チャンネル版
- サウルの息子（サウル - ルーリグ・ゲーザ）
- ザ・スピリット（スピリット〈ガブリエル・マクト〉）
- サンゲリア（2022年、ピーター・ウエスト[194]）※BD版
- 三国志（趙雲〈アンディ・ラウ〉）
- 三銃士/王妃の首飾りとダ・ヴィンチの飛行船（アトス〈マシュー・マクファディン〉）※劇場公開・ソフト版
- SHAME -シェイム-（デイヴィッド〈ジェームズ・バッジ・デール〉）
- ジャーヘッド3 撃砕（オルブライト〈チャーリー・ウェバー〉）
- シルバーホーク（リッチマン警視〈リッチー・レン〉）
- SPL/狼よ静かに死ね（マー〈ドニー・イェン〉）
- スーパーマン (1978年の映画)（クラーク・ケント / スーパーマン〈クリストファー・リーヴ〉）※テレビ朝日2006年版
- スーパーマン (2025年の映画)（グリーン・ランタン〈ネイサン・フィリオン〉[195]）
- スーパーマン リターンズ（クラーク・ケント / スーパーマン〈ブランドン・ラウス〉）
- スキャンダル（チョ・ウォン〈ペ・ヨンジュン〉）※DVD版
- スコーピオン・キング（マサイアス / スコーピオン・キング〈ドウェイン・ジョンソン（ザ・ロック）〉）※日本テレビ版
- すべてはその朝始まった（チャールズ〈クライヴ・オーウェン〉）
- セブンソード（ヤン・ユンツォン〈レオン・ライ〉）
- 1408号室（マイク・エンズリン〈ジョン・キューザック〉）
- ソードX -SWORD X-（アレス〈オリバー・マスッチ〉）
- ソプラノズ ニューアークに舞い降りたマフィアたち（ディッキー・モルティサンティ〈アレッサンドロ・ニヴォラ〉[196]）
- ゾンビシャーク 感染鮫（マクスウェル・ケイジ〈ジェイソン・ロンドン〉）
- 孫文の義士団（シェン・チョンヤン〈ドニー・イェン〉）
- ダージリン急行（ピーター〈エイドリアン・ブロディ〉）
- タイムコップ2（ライアン・チャン〈ジェイソン・スコット・リー〉）
- タイド・オブ・ウォー（フランク・ハブリー中佐〈エイドリアン・ポール〉）
- ダイ・ハード4.0（トーマス・ガブリエル〈ティモシー・オリファント〉）
- ダウントン・アビー/新たなる時代へ（ジャック・バーバー〈ヒュー・ダンシー〉[197]）
- タクシードライバー（スポーツ〈ハーヴェイ・カイテル〉）※スペシャル・エディションDVD版
- チルドレン・オブ・ホァンシー 遥かなる希望の道（ジョージ・ホッグ〈ジョナサン・リース＝マイヤーズ〉）
- TSUNAMI -ツナミ-（マンシク〈ソル・ギョング〉）
- テイキング・ライブス（パーケット〈オリヴィエ・マルティネス〉）※テレビ版
- デス・リベンジ（農民〈ファーマー〉〈ジェイソン・ステイサム〉）
- DOA/デッド・オア・アライブ（ハヤテ〈コリン・チョウ〉）
- トップガン（アイスマン〈ヴァル・キルマー〉）※テレビ東京版
  - トップガン マーヴェリック[198]
- ドラゴン・タトゥーな女 in パラノーマル・アクティビティ（エイブ・リンカーン）
- トリプルX ネクスト・レベル（ダリアス・ストーン〈アイス・キューブ〉[199]）※テレビ朝日版
- ナイトメア・アリー（スタントン・“スタン”・カーライル 〈 ブラッドリー・クーパー〉）
- ニトロ（マックス〈ギョーム・ルメ＝ティヴィエルジュ〉）
- ネバー・サレンダー 肉弾凶器（ジョン・トライトン〈ジョン・シナ〉）※テレビ東京版
- ハウスメイド（フン〈イ・ジョンジェ〉）
- パラサイト 半地下の家族（ドンイク〈イ・ソンギュン〉[200]）※日本テレビ版
- ハリウッド的殺人事件（ジュリアス〈マスターP〉）
- バレット（キーガン〈ジェイソン・モモア〉）
- バレット モンク（ファンクタスティック）※DVD版
- ピーターラビット（ピーターの父〈ブライアン・ブラウン〉[201]）※劇場公開版
- P2（トム〈ウェス・ベントレー〉）
- 引き裂かれたカーテン（マイケル・アームストロング〈ポール・ニューマン〉）※BD版
- ひまわり（オ・テシク〈キム・レウォン〉）
- ピラニア3D（デリック・ジョーンズ〈ジェリー・オコンネル〉）
- 47RONIN（ナレーション）
- 二ツ星の料理人（アダム・ジョーンズ〈ブラッドリー・クーパー〉）※ソフト版
- ふたりのパラダイス（ジョージ〈ポール・ラッド〉）
- プライドと偏見（Mr.ダーシー〈マシュー・マクファディン〉）
- フライトナイト（ジェリー・ダンドリッジ〈クリス・サランドン〉）※UHD BD版
- ブラザーズ・グリム（ウィル・グリム〈マット・デイモン〉）
- プラダを着た悪魔（クリスチャン・トンプソン〈サイモン・ベイカー〉[202]）※日本テレビ版
- ブラックブック（ルートヴィヒ・ミュンツェ親衛隊大尉〈セバスチャン・コッホ〉）
- F.R.A.T./戦慄の武装警察（レイフ・ディード〈LL・クール・J〉）
- プリースト（ブラックハット〈カール・アーバン〉）
- プリズナーズ（ロキ刑事〈ジェイク・ジレンホール〉）※BSジャパン版
- プリンス・オブ・ペルシャ/時間の砂（タス王子〈リチャード・コイル〉）
- フルスピード 悪魔のフル・チューン（ベン・クリンガー）※テレビ東京版
- ブレイド2（ジャレド・ノーマック〈ルーク・ゴス〉）※テレビ東京版
- ブロークバック・マウンテン（ジャック・ツイスト〈ジェイク・ジレンホール〉）
- ペイバック ※日本テレビ版
- ベルベット・レイン（ホン〈アンディ・ラウ〉）
- ホット・ロッド/めざせ!不死身のスタントマン（ロッド〈アンディ・サムバーグ〉）
- マーヴェリックス/波に魅せられた男たち（フロスティ・ヘッソン〈ジェラルド・バトラー〉）
- マシュー・マコノヒー マーシャルの奇跡（ウィリアム・ドーソン〈マシュー・フォックス〉）
- マスク2（ティム・エイブリー〈ジェイミー・ケネディ〉）※日本テレビ版
- ミミック（ピーター・マン博士〈ジェレミー・ノーサム〉）※テレビ東京版
- Mirror 鏡の中（ウ・ヨンミン〈ユ・ジテ〉）
- MUSA -武士-（ヨソル〈チョン・ウソン〉）
- ライラの冒険 黄金の羅針盤（アスリエル卿〈ダニエル・クレイグ〉）※劇場公開版
- ラストタイム 欲望が果てるとき（ジェイミー〈ブレンダン・フレイザー〉）
- ラッシュ/プライドと友情（ジェームス・ハント〈クリス・ヘムズワース〉）※オンデマンド配信版
- ラモーナのおきて（パパ〈ジョン・コーベット〉）
- ランダウン ロッキング・ザ・アマゾン（ベック〈ドウェイン・ジョンソン（ザ・ロック）〉）※テレビ東京版
- リコシェ/炎の銃弾（ニック・スタイルズ〈デンゼル・ワシントン〉）※DVD版
- リスペクト（テッド・ホワイト〈マーロン・ウェイアンズ〉）
- リターン・トゥ・ベース（テソ〈キム・ソンス〉）
- ［リミット］（ポール・コンロイ〈ライアン・レイノルズ〉）
- レッド・ウォーター/サメ地獄（アイス〈クーリオ〉）※テレビ東京版
- レディ・イン・ザ・ウォーター（ヴィック・ラン〈M・ナイト・シャマラン〉）
- ROCKER 40歳のロック☆デビュー（デイヴィッド・マーシャル〈ジェイソン・サダイキス〉）

#### ドラマ
- iCarly（ロジャー・モーガン大佐）
- アグリー・ベティ（ダニエル・ミード〈エリック・メビウス〉）
- アンダー・ザ・ドーム（デイル・“バービー”・バーバラ〈マイク・ヴォーゲル〉）
- ER緊急救命室 シーズン12 - 15（トニー・ゲイツ〈ジョン・ステイモス〉）
- エア・シティ（キム・ジソン〈イ・ジョンジェ〉）
- NCIS: ニューオーリンズ
  - シーズン1 #19（マーカス・マーテル〈ラッセル・リチャードソン〉）
  - シーズン3 #18（イーサン・マッキンリー）
- LAX（ロジャー・デスーザ〈ブレア・アンダーウッド〉）
- カイルXY（トム・フォス〈ニコラス・リー〉）
- 華麗なるペテン師たち3（アダム・ライス〈ポール・ニコルズ〉）
- キャッスル 〜ミステリー作家は事件がお好き5 #6（ガブリエル・ウィンターズ〈マックス艦長〉〈Ed Quinn/エド・クイン〉）
- ギルモア・ガールズ（タッカー）
- glee/グリー（カール・ホーウェル〈ジョン・ステイモス〉）
- クリミナル・マインド5 FBI行動分析課（スパイサー刑事）
- グレイズ・アナトミー 恋の解剖学（デニー・デュケット〈ジェフリー・ディーン・モーガン〉）
- コールドケース3 #21（ノア・プール〈1945年〉）
- コウラン伝 始皇帝の母（呂不韋〈ニエ・ユエン〉[203]）
- ザ・ホスピタル（ドン・ネンウェイ〈リン・リーヤン〉）
- THE MENTALIST メンタリストの捜査ファイル（ジェームズ・キンジー）
- CSI:14 科学捜査班 #5（ジャック・ウィッテン〈ジェイソン・プリーストリー〉）
- CSI:マイアミ2 #23（ダニー・メッサー〈カーマイン・ジョヴィナッツォ〉）
- CSI:ニューヨーク7 #14（犯人〈ニーヨ〉）
- 宿敵 因縁のハットフィールド&マッコイ（“バッド”・フランク・フィリップス〈アンドリュー・ハワード〉）
- 私立探偵ヴァルグ（ヴァルグ・ヴェウム〈トロン・エスペン・セイム〉）
- 新・刑事コロンボ 殺意の斬れ味（コンビニ店員）
- SCORPION/スコーピオン シーズン3 #16（ハリス・マークマン〈ブライアン・ゲスト〉）
- ステーション・イレブン（クラーク〈デヴィッド・ウィルモット〉[204]）
- スパルタカス ゴット・オブ・アリーナ（ガンニクス〈ダスティン・クレア〉）
- スパルタカスII（ガンニクス）
- スポットライト #1（チュ・ミョンフン〈イ・ビョンウク〉）
- セルフリッジ 英国百貨店（ハリー・セルフリッジ〈ジェレミー・ピヴェン〉[205]）
- チーター・ガールズ3 in インド
- デスパレートな妻たち7（キース〈ブライアン・オースティン・グリーン〉）
- トンイ（ソ・ヨンギ〈チョン・ジニョン〉）
- 西海岸捜査ファイル グレイスランド（ポール・ブリッグス〈ダニエル・サンジャタ〉）
- バーン・ノーティス 元スパイの逆襲（アーマンド）
- HAWAII FIVE-0 シーズン10（リンカーン・コール〈ランス・グロス〉）
- ビクトリアス
- THE BLACKLIST/ブラックリスト（ウォルター・ゲイリー・マーティン〈ジェイソン・バトラー・ハーナー〉）
- フラッシュポイント -特殊機動隊SRU-（エド〈ヒュー・ディロン〉）
- BULL / ブル 法廷を操る男（ドクター ジェイソン・ブル〈マイケル・ウェザリー〉）
- ホワイトカラー シーズン4 #9（エリック・ダナム〈ビクター・ウェブスター〉）
- マスケティアーズ パリの四銃士（トレヴィル〈ヒューゴ・スピアー〉）
- ミス・マープル3 無実はさいなむ（キャルガリ）
- ミッシング（ジャンカルロ・ロッシ〈アドリアーノ・ジャンニーニ〉）
- 名探偵ポワロ ひらいたトランプ（シェイタナ〈アレクサンダー・シディグ〉）
- 誘拐交渉人（ラニング）
- ライン・オブ・ビューティ 愛と欲望の境界線（レオ・チャールズ〈ドン・ジレ〉）
- リ・ジェネシス バイオ犯罪捜査班（ウィストン・フィールド〈グレッグ・ブリック〉）
- 恋愛時代（イ・ドンジン〈カム・ウソン〉）
- ROME［ローマ］（ルキウス・ヴォレヌス〈ケヴィン・マクキッド〉）
- 私はラブ・リーガル3 #13（アーロン・ハワード〈ジョナサン・シェック〉）
- ONE PIECE（2023年、アーロン）

#### アニメ
- レミーのおいしいレストラン（2007年、ホルスト）
- ボルト（2009年、ディレクター）
- トイ・ストーリーシリーズ（ケン）
  - トイ・ストーリー3（2010年）
  - ハワイアン・バケーション（2011年）
- モンスターズ・ユニバーシティ（2013年、ジョニー・ワーシントン）
- スター・ウォーズ/クローン・ウォーズ (テレビアニメ)（ラコ・ハーディーン）
- LEGO スター・ウォーズ:ヨーダ・クロニクル（2014年、ハン・ソロ）
- フィニアスとファーブ（2014年、ハン・ソロ）
- LEGO スター・ウォーズ:ドロイド・テイルズ（2015年、ハン・ソロ）
- バイオハザードシリーズ（クリス・レッドフィールド）
  - バイオハザード: ヴェンデッタ（2017年）
  - バイオハザード デスアイランド（2023年[206]）
- へそまがり昔話（2018年、オオカミ[207]）
- モンスターズ・パーティ（2018年、ジョニー・ワーシントン）
- ナタ転生（2021年、東海龍王）
- モンスターズ・ワーク（2024年、ジョニー・ワーシントン）

#### テレビ番組（吹き替え）
- UFC登竜門 ジ・アルティメットファイター ライト級サバイバル（ジョシュ・コスチェック）

### ラジオ
※はインターネット配信。
- 東地宏樹と中井和哉のトリブラッジオ!!（2005年、※）
  - 東地宏樹と中井和哉のトリブラッジオ!リターンズ!
- スピリット・リング（2004年、ウーリ）
- サクガン ラジオラビリンス（2021年 - 、超A&G+※）[208]

### ラジオドラマ
- 青春アドベンチャー（NHK-FM）
  - 『ナカスイ！ -海なし県の水産高校-』（2025年7月21日 - 8月1日、原作：村崎なぎこ）[209] - 大和たけし（かさねの父） 役[210]

### デジタルコミック
- VOMIC BLEACH（銀城空吾）
- それでも町は廻っている（2013年、菊池貴則）

### 特撮
- 仮面ライダークウガ（2000年、釈節男）
- スーパー戦隊シリーズ
  - 海賊戦隊ゴーカイジャー（2011年、ザツリグの声）
  - 手裏剣戦隊ニンニンジャー THE MOVIE 恐竜殿さまアッパレ忍法帖!（2015年、弓張重三の声[211]）
  - 帰ってきた手裏剣戦隊ニンニンジャー ニンニンガールズVSボーイズ FINAL WARS（2016年、弓張重三の声）
- ウルトラギャラクシーファイト 運命の衝突（2022年、ウルトラセブンの声[212]）

### ナレーション

#### テレビ
- ハイビジョン特集 ベルサイユの輝き 太陽王ルイ14世の愛と野望（ルイ14世）
- クイズ!時の扉（TBS）
- オレたち!クイズMAN（TBS）
- 木曜洋画劇場 予告（不定期）（テレビ東京）
- 水曜シアター9（映画） 予告（不定期）（テレビ東京）
- ショップジャパン「コアリズム」
- WALL・E/ウォーリー 予告編（アンドリュー・スタントンの吹替え）
- アマルフィ 女神の報酬 予告編
- アンダルシア 女神の報復 予告編
- 逆転裁判（映画）予告編
- Black & White/ブラック & ホワイト 予告編
- パーシー・ジャクソンとオリンポスの神々/魔の海 予告編
- サイレント・プア 予告（NHK総合）
- NHKオンデマンド（中村アン出演）

#### CM
- プリズン・ブレイクDVDレンタル（マイケル・スコフィールド）
- エバーライフ「皇潤」（ダニエレ・マッサーロ）
- 大塚製薬「UL・OS」
- Schick「ハイドロ」
- 花王「ワイドハイターEXパワー」
- アンファー「スカルプD」K-BO-BO-JAPAN
- 興和「ディメンション」
- ミスタードーナツ「ドーナツ100円 パイ120円 セール」（山口智充出演）
- ミスタードーナツ「米粉ドーナツ」（山口智充出演）
- Mobage「レイトン教授ロワイヤル」
- カネボウ「ブランシール スペリア」シミと闘う篇（知花くらら出演）
- 日本クラフトフーズ「リカルデント」リカルデントプレゼンツ わたしが目醒めるプロジェクト
- デアゴスティーニ・ジャパン「週刊 マクラーレン ホンダ MP4/4」
- サントリー「ボス」超・贅沢時計
- スズキ「SOLIO」
- ロート製薬「ロートZ!×ワンピース」
- NTT「フレッツ光」モンスターズ・シェアハウス
- 花王・ソフィーナ「オーブクチュール」
- トヨタ自動車「エスクァイア」（バットマン）
- NTTドコモ 得ダネを追え!（堤真一、綾野剛、高畑充希メイン出演）※多数あり
- 東芝 水素事業 ようこそ水素の時代へ篇
- 日立 ロボットクリーナー 「ミニマル」
- アサヒ飲料 「ワンダ 極」
- キリンビール 「スプリングバレー」（長谷川博己出演）

### テレビドラマ
- シチリアの龍舌蘭（1994年）
- 彼女たちの時代（1999年）
- それぞれの断崖（2000年）
- 危機一髪ドラマスペシャル 「フライング・ボーイズ」（2002年）
- 特命係長 只野仁 2ndシーズン（2005年）
- 金田一少年の事件簿 獄門塾殺人事件（2014年） - リー・パイロンの日本語吹き替え
- 孤独のグルメ Season4 第7話（2014年8月20日、テレビ東京） - 酒井 役

### 映画
- 戦国自衛隊1549（2005年） - 山瀬二等陸尉
- ベイビー大丈夫かっ BEATCHILD1987

### 舞台
- アノセイシュンノウタ（2008年8月6日 - 10日 新宿シアターサンモール）
- 舞台版「心霊探偵八雲」 - 後藤和利
  - 舞台版「心霊探偵八雲 いつわりの樹」（再演）（2013年8月21日 - 28日 こどもの城 青山円形劇場）
  - 舞台版「心霊探偵八雲 祈りの柩」（2015年2月11日 ‐ 22日 新国立劇場 小劇場、2015年2月27日 ‐ 3月1日 ABCホール）
  - 舞台版「心霊探偵八雲 裁きの塔」（2017年5月31日 - 6月11日 品川プリンスホテル クラブ、2017年6月16日 - 6月18日 大阪ビジネスパーク円形ホール）
- 母乳とブランデー（2014年1月26日 - 2月2日 赤坂REDTHEATER）
- スウィング・アウト・ペアレンツ（2015年8月19日 - 25日 下北沢駅前劇場）
- エキスポ（2017年1月22日 ‐ 29日 赤坂REDTHEATER）
- 完全新版VSR 牡丹灯籠〜全段通し（2024年8月10日 - 12日、あうるすぽっと） - 飯島平左衛門[213]
- PSYCHO-PASS サイコパス 京都南座歌舞伎ノ舘×こえかぶ 朗読で楽しむ歌舞伎（2025年1月11日・12日、南座） - 須郷徹平[214]
- 夜明けのジルバ〜漫画喫茶殺人事件〜（2025年2月23日 - 3月2日、赤坂RED/THEATER）[215]

### 朗読劇
- その日のまえに（2016年4月16日・17日・23日・24日、DMM VR THEATER）僕
- ロスト・バナナ・ナイツ（2024年2月9日、PetitMOA）シノブ / アララギ[216]

### その他コンテンツ
- 黒神 The Animation BD 1巻 特典映像 サウンドコミック「黒神-外伝-」~前編~（ナレーション）
- ファイナルファンタジーXIII-2（映像動画）「ロストレポート」（ヤーグ・ロッシュ）
- ウレロ☆未確認少女内アニメ 「萌え萌え蘭丸」（織田信長）
- CM GUNDAM VERSUS ドム編（声の出演[217]）
- ミッキー17 プレミア配信予告（ナレーション[218]）

### シリーズ一覧
1. ↑  第1シリーズ（2005年）、第2シリーズ（2006年）
2. ↑  ファーストシーズン（2007年 - 2008年）、セカンドシーズン（2008年 - 2009年）
3. ↑  第1期（2008年 - 2009年）、第2期『II』（2010年）、第3期『Book of Circus』（2014年）、第4期『-寄宿学校編-』（2024年）、第5期『緑の魔女編-』（2025年）
4. ↑  『イナズマイレブン』（2010年 - 2011年）、『イナズマイレブンGO』（2011年 - 2012年）
5. ↑  第1期（2011年 - 2012年）、第2期『W』（2012年 - 2013年）
6. ↑  第2期『II』（2011年）、第3期『III』（2018年 - 2019年）
7. ↑  第1期（2011年 - 2013年）、第2期（2014年 - 2015年）、第3期（2018年 - 2019年）、続編『100年クエスト』（2024年 - 2025年）
8. ↑  第1期（2012年）、第2期『eS』（2012年 - 2013年）
9. ↑  第1期（2012年）、第2期『2』（2013年）、第3期『3』（2019年 - 2020年）
10. ↑  第1期（2013年 - 2015年）、第2期『-SECOND SEASON-』（2015年 - 2016年）、第3期『actII』（2019年 - 2020年）
11. ↑  第2期『2』（2014年）、第3期『3』（2019年）
12. ↑  第2期『ご注文はうさぎですか??』（2015年）、第3期『ご注文はうさぎですか？ BLOOM』（2020年）
13. ↑  第1シリーズ（2017年）、第2シリーズ（2017年 - 2018年）
14. ↑  第2期『II』（2018年）、第3期『III』（2018年）
15. ↑  第2期『戒めの復活』（2018年）、第3期『神々の逆鱗』（2019年 - 2020年）、第4期『憤怒の審判』（2021年）
16. ↑  『アレスの天秤』（2018年）、続編『オリオンの刻印』（2018年 - 2019年）
17. ↑  第2期（2018年）、第3期（2020年）、第四期（2023年）
18. ↑  1stクール（2019年）、2ndクール（2020年）
19. ↑  シーズン1（2021年）、シーズン2（2022年）
20. ↑  第1期（2022年）、第2期『VS. U-20 JAPAN』（2024年）
21. ↑  Season 1（2024年）、Season 2 -Arise from the Shadow-（2025年）
22. ↑  第一部『世直し姉弟編』（2024年）、第二部『千魔混沌編』（2024年）
23. ↑  第1期（2024年）、第2期（2024年 - 2025年）
24. ↑  第1期（2024年）、第2期（2024年）
25. ↑  『Case.1「罪と罰」』『Case.2「First Guardian」』
26. ↑  『ご注文はうさぎですか?? 〜Dear My Sister〜』（2017年）、『ご注文はうさぎですか?? 〜Sing For You〜』（2019年）
27. ↑  シーズン1『B: The Beginning』（2018年）、シーズン2『B: Succession』（2021年）
28. ↑  『Vol.1 再誕』『Vol.2 君想フ声』（2006年）、『Vol.3 歩くような速さで』（2007年）、『Last Recode』（2017年）
29. ↑  『WARS』（2009年）、『WORLD』『3D』（2011年）、『OVER WORLD』（2012年）、『GENESIS』（2016年）、『CROSSRAYS』（2019年）、『ETERNAL』（2025年）
30. ↑  『ストライカーズ』『2012エクストリーム』（2011年）、『GO 2013』（2012年）

### 初出話一覧
1. ↑  第5期 第1話初出
2. ↑  第13話初出
3. 1 2 3 4 5 6 7  第1話初出
4. ↑  第一部 第3話初出
5. ↑  第26話初出
6. 1 2  第12話初出
7. 1 2  第9話初出
8. 1 2  第7話初出
9. ↑  第16話初出
10. 1 2  第4話初出
11. ↑  第5話初出